# Fondo Patriótico Malvinas Argentinas
El Fondo Patriótico Malvinas Argentinas  que se había creado por decreto N.º 759, fue la mayor colecta de la historia argentina. Fue creado con el objetivo de aportar recursos para apoyar a las tropas argentinas y sufragar sus gastos durante la Guerra de las Malvinas. Entre abril y junio de 1982, se recaudó la cantidad de 54 millones de dólares estadounidenses.
El punto más alto de este Fondo fue un maratón televisivo transmitido por la cadena ATC-Argentina Televisora Color, que comenzaría a las 20:00 horas del día 8 de mayo de 1982, y se denominó Las 24 horas de las Malvinas. Dicho programa fue conducido por  Jorge "Cacho" Fontana y Lidia Satragno, más conocida como "Pinky".
Astor Piazzolla donó un bandoneón. Juan Manuel Fangio y Carlos Monzón compraron entradas para eventos benéficos. Guillermo Vilas no jugó en Wimbledon y puso 200 millones de pesos (2 mil dólares), de igual modo lo hizo Diego Maradona, que donó un cheque por la cifra de $100 millones de pesos de la época. Mirtha Legrand organizó un desfile con Moria Casán y Susana Giménez como estrellas principales. Fillol, Olguín, Galván, Passarella y Tarantini; Ardiles, Gallego y Maradona; Bertoni, Ramón Díaz y Kempes donaron la recaudación completa de un partido de la Selección Nacional. Entre muchos otros artistas, León Gieco, Charly García y Luis Alberto Spinetta juntaron 50 camiones de abrigos y alimentos en el Festival de la Solidaridad Latinoamericana y un fabricante nacional llamado José Lettieri donó 1000 estufas de cuarzo para Malvinas. 
Fueron tres meses de donaciones continuas, como raciones de alimentos, videocaseteras, joyas, etc. Incluso en las escuelas se colocaron urnas, vedadas por entonces a la participación electoral. Además del esfuerzo combinado de varias madres concentradas en Plaza de Mayo de Buenos Aires, que cosían bufandas y suéteres para proteger a las tropas argentinas del frío austral.[cita requerida]
Lamentablemente es conocido judicialmente que los fondos reunidos jamás llegaron a los soldados y que el dinero nunca ha tenido un destino conocido. La justicia por décadas no ha logrado avanzar en las investigaciones.[cita requerida]
Tras los graves destinos que tuvieron los recursos del Fondo, en especial el oro que fue donado, vía judicial se recuperó una cantidad.[cita requerida]